# Греческие торговые ряды (Симферополь)
Греческие торговые ряды — одноэтажное здание, находящееся на Одесской улице в Симферополе. Здание построено в конце XVIII века. Памятник архитектуры.

## История
Греческие торговые ряды являются одними из самых старых строений Симферополя. Они разместились в торгово-ремесленном квартале Ак-Мечети в конце XVIII века. Здание являясь частью греческого квартала, предназначалась для торговли с комнатами для приезжих и помещениями для хранения товаров.
По состоянию на 2014 год здание использовалось находящимся по соседству Свято-Троицким женским монастырём для административно-хозяйственных нужд.
Приказом Министерства культуры и туризма Украины от 2012 года «Греческие торговые ряды» были включены в реестр памятников местного значения как памятник архитектуры и градостроительства. После аннексии Крыма Россией, постановлением Совета министров Республики Крым от 20 декабря 2016 года, здание было признан объектом культурного наследия России регионального значения как памятник градостроительства и архитектуры.

## Архитектура
Угловое одноэтажное здание имеет форму неправильного прямоугольника. Крыша четырёхскатная. Фасад украшен девятью колоннами с простыми по форме базами и капителями. Стены фасада не декорированы. Здание является примером народной архитектуры с элементами классического ордера.
Несмотря на то, что здание не сохранило изначальную внутреннюю планировку, внешний фасад дошёл до наших дней почти в первоначальном виде.